# Airuno
Airuno är en ort och kommun i provinsen Lecco i regionen Lombardiet i Italien. Kommunen hade 2 853 invånare (2018).